# ليزلي (جورجيا)
ليزلي (بالإنجليزية: Leslie, Georgia)‏ هي مدينة تقع في مقاطعة سومتر، جورجيا بولاية جورجيا في الولايات المتحدة. تبلغ مساحة هذه المدينة 4.6 (كم²)، وترتفع عن سطح البحر 103 م، بلغ عدد سكانها 455 نسمة في عام 2010 حسب إحصاء مكتب تعداد الولايات المتحدة.

## وصلات خارجية
- Cities & Counties - Georgia.gov